# 尤利乌斯·霍莱什
尤利乌斯·霍莱什（1939年3月18日—2021年8月19日），斯洛伐克男子足球运动员，场上位置是守门员。他曾代表捷克斯洛伐克国奥队参加1968年夏季奥林匹克运动会足球比赛，获得第九名。